# میسون الکساندر پارک
میسون الکساندر پارک (انگلیسی: Mason Alexander Park؛ زادهٔ ۱۲ ژوئیهٔ ۱۹۹۵) هنرپیشه و مدل جنسیت کوئیر آمریکایی است. در تلویزیون، او بیشتر برای نقش‌هایش در اقتباس‌های نتفلیکس شامل مجموعه تلویزیون اینترنتی کابوی بیباپ (۲۰۲۱) و همچنین ایفای نقش شخصیت دیزایر در سندمن (۲۰۲۲) اثر نیل گیمن شناخته می‌شود. او همچنین نقشی در سریال بازراه‌اندازی جهش کوانتومی (۲۰۲۲) در شبکهٔ ان‌بی‌سی دارد.